# Stworzenie świata według islamu
Stworzenie świata według islamu – poglądy wyznawców islamu na początek świata. Muzułmanie wierzą, że został on stworzony przez Allaha.

## Geneza
Opowieści mityczne obecne są w dużej liczbie głównie w islamie ludowym. Sięgają one jeszcze czasów sprzed przyjęcia islamu przez Arabów (dżahilijja). Zapożyczone zostały od innych kultur. Opowieści takie pojawiają się w średniowiecznej literaturze islamskiej. Nie przedstawiają wobec tego jednolitego, wyrazistego obrazu powstania świata.

## Al-Kaba

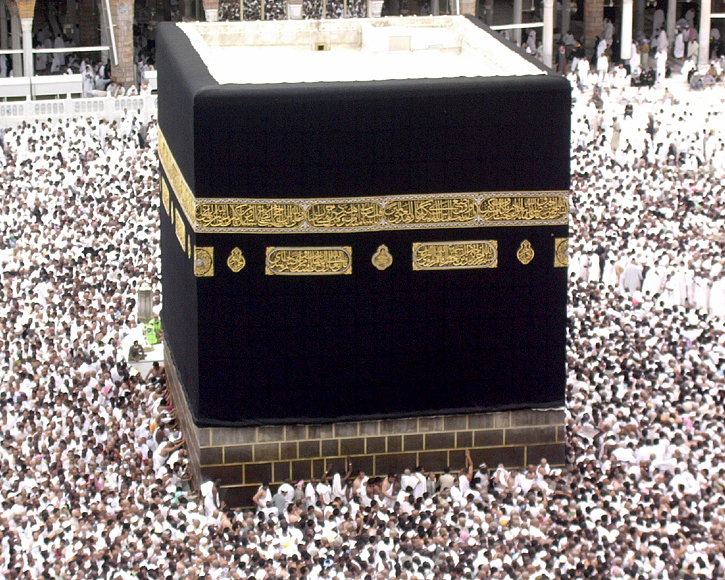
Al-Kaba

Al-Kaba stanowi bardzo ważne dla muzułmanów miejsce, grające o wiele ważniejszą rolę w historii świata, niż gdyby chodziło tylko o świątynię w Mekce.
Spotkać można nawet opinie, zgodnie z którymi jej dzieje sięgają głębiej, niż historia świata. Przed jego powstaniem miała bowiem istnieć w postaci zmętnienia przestrzeni kosmicznej. To z niej wywodzone zostały kolejne sfery nieba i ziemi. Wspólnie z tronem Stwórcy Al-Kaba wyznacza oś wszechświata.
Istnieje też jej niebiański prototyp.

## Pierwsze rzeczy

### Perła
W bogate przekazy ludowe zagłębił się Al-Kisa. Dzięki temu doszedł do wniosku, że najpierwszą ze stworzonych rzeczy była Biała Perła (Durra Bajda). Osiągała ona rozmiar nieba i ziemi. Niektóre wersje przypisują jej olbrzymie oczy. Są one tak wielkie, że na ich tle łańcuchy gór byłyby tak nikłe, jak owad latający na tle wielkiego oceanu; przypisują jej też 70 000 języków, dzięki którym wielbiła ona Allaha na 70 000 sposobów. Utożsamia się ją niekiedy z rozumem świata, bazując na Mahomecie. Wyobraża ją sobie jako białe światło przenikające cały świat. Piwiński zwraca uwagę na występujące w tym wątku podobieństwo do białego kosmicznego jaja z wierzeń Fenicjan, wykorzystanego przez boską istotę do stworzenia ciał niebieskich.

### Wersja Al-Kisy: Tablica i Pióro

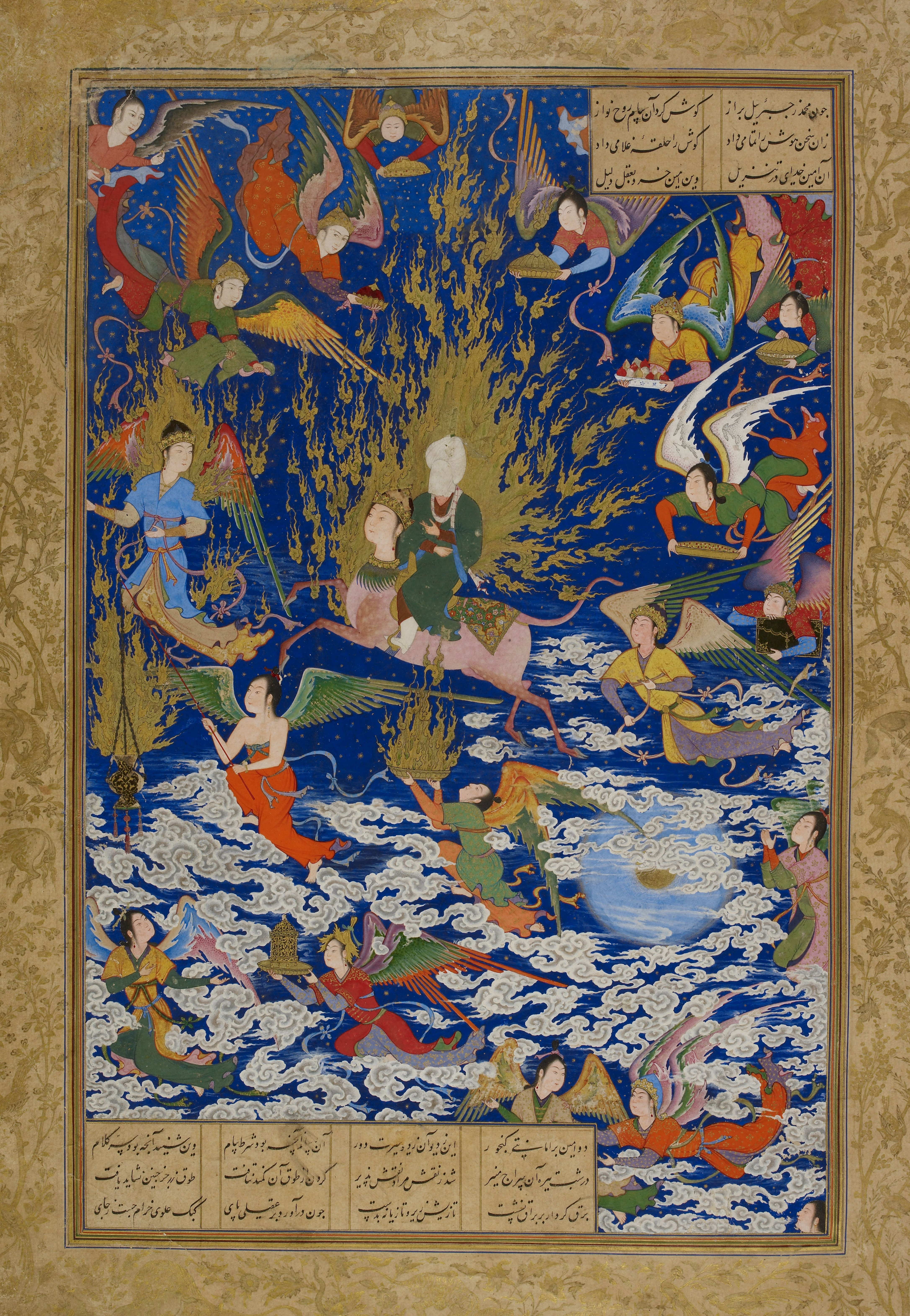
Tablicę oglądał Mahomet podczas wniebowstąpienia

Wedle Al-Kisy po perle i z niej powstała Tablica. Sięga ona od wschodu do zachodu. Jej centralna część zbudowana została ze szmaragdów, a końce natomiast z rubinów. 
Następnie stworzone zostało niebiańskie Pióro. Do jego powstania użył Bóg klejnotów różnego rodzaju. Ma ono olbrzymie rozmiary. Gdyby jakiś człowiek zechciał dojść do jego skraju, to podróż zajęłaby mu pięćset lat. Z przepołowionego końca Pióra nie wypływał jednak atrament, jak z piór ziemskich, ale światło. Stworzywszy to Pióro, Allah nakazał mu, by pisało. Z początku wzburzyło się ono, zadrżało, wydając z siebie odgłos przypominający grom. Dopiero kolejnego dnia rozpoczęło swoją pracę: zaczęło wypełniać Tablicę.
Odtąd widnieje na niej tekst z migotliwego światła. Tablica ta gromadzi wiedzę o wszystkim, co było w przeszłości, co jest w teraźniejszości oraz co będzie w przyszłości. Znajdują się na niej imiona wszystkich ludzi, jacy kiedykolwiek żyli, żyją bądź będą żyli. Obejmuje ona również niebiański prototyp Koranu. Skończywszy swoje zadanie, Pióro wyschło. Komu więc zapisane zostało wywyższenie, dostąpi go on, a komu poniżenie, dotknie go ono. Z drugiej strony tylko Stwórca wie, co zostało zapisane na Tablicy. Nie została ona pozostawiona własnemu losowi. Przymocowano ją do tronu Stworzyciela. Każdego dnia 360 razy patrzy on w nią. Dzięki temu daje on życie i zsyła śmierć, ofiarowuje wywyższenie i skazuje na poniżenie. Strzeże jej również anioł Azra’il, pełniący też funkcję anioła śmierci. O wyglądzie Tablicy zaświadcza legenda o wniebowstąpieniu Mahometa.

### Inna wersja: Tron
Inna wersja mitu, ta, która przydaje Perle oczy i języki, opowiada, że Perła została wezwana przez Boga. Przeraziło ją to i wzburzyło, co wprawiło ją w drgania. W ten sposób przeistoczyła się w wodę. Woda stała się dzięki Stworzycielowi początkiem wszystkiego, co powstało później.
Demiurg kolejny raz odezwał się. Woda usłuchała jego słowa. Uspokoiła się. Przestała drgać. W ten sposób powstało sklepienie świata.
Jako drugiej rzeczy Bóg nie stworzył Tablicy, ale Tron. Wykonał go z klejnotu zielonej barwy, jednak ma on 70 000 kolorów. Demiurg zaopatrzył go też w symbole rzeczy ziemskich i całego świata. Jak wcześniej Perła, tak i Tron ma 70 000 języków. Również i on wielbi swego stwórcę. Umieszczony jest on ponad wodą, unoszony przez wiatr. Według innej wersji, znajduje się on na wodzie, a woda na wietrze. Następnie Allah powołał do istnienia również czterech nosicieli Tronu. Przyjęli oni formy człowieka, lwa, orła i byka. W dniu zmartwychwstania kolejnych czterech poniesie mebel. Tron ten symbolizuje sklepienie niebieskie. Prowadzi to do konstatacji, że Demiurg nie zaczął swej budowy od fundamentów, ale od dachu.
Jeden z mitów podaje, że pewnego dnia tron wprowadził się w ruch i odezwał się, oznajmiając, że nigdy nie zdarzyło się, by Bóg stworzył cokolwiek wspanialszego od niego. Stwórca w odpowiedzi powołał do istnienia węża gigantycznych rozmiarów. Ciało jego buduje złoto, a głowę biała perła. Oczy jego zbudowane są z hiacyntów. Kiedy wąż otworzy swą wielką paszczę, błyskawice rozświetlają ziemię i niebiosa. W innej wersji ma on 70 000 skrzydeł, piór i twarzy. W każdej z twarzy mieści się 70 000 ust, a w każdych ustach znajduje się język. Wąż znany jest z niezwykle donośnego głosu. Gdyby go użył, nie słychać by było przy nim odgłosów aniołów, a wszystkie stworzenia ziemi padłyby jak porażone piorunem. Wąż ten owinął się potężnymi splotami swego cielska wokół tronu, dzięki czemu uniemożliwił mu ruchy. Przy każdym piórze tego węża postawiono anioła, aby trzymał w swych rękach zdobioną kosztownymi klejnotami włócznię i wielbił Boga. Wąż przemówił, kiedy prorok Mahomet wstąpił do nieba. Olbrzymie zwierzę pozdrowiło przybysza i dało mu mądre rady.
Jedyną osobą znającą ogrom węża jest jego Stwórca.
Kolejną rzeczą, która pojawiła się na świecie, był Podnóżek Tronu, stworzony ze światła. Podnóżek na tle Tronu porównuje się z Perłą na pustyni. Symbolizuje on wszechświat lub unosi się nad wszechświatem. Bije z niego światło. W jego środku znajduje się Hajkal, a w jego środku ziemia z morzem i niebem.
Stwórca zaś siedzi na swym tronie, trzymając swe nogi na podnóżku. Tron unosić się będzie nad światem i promieniować blaskiem.

### Wersja afrykańska
Wersja afrykańska mitu mówi, że najpierw Allah powołał do istnienia światło, by uczynić z niego swych aniołów i duszę Mahometa. Dopiero w dalszej kolejności sporządził sobie tron i dywan we wszystkich kolorach tęczy, sięgający swym rozmiarem końca świata. Na tronie tym ma zasiąść dopiero w dniu ostatecznym. Dopiero po nich przyszła kolej na Tablicę, którą określa się przydomkiem matki świętych ksiąg i uznaje się, iż ma duszę. Wymienia się ją wśród najwierniejszych Bożych sług. Dalej powtarza się stworzenie Pióra, które zapisało przeznaczenie. Następnie jednak pojawia się stworzenie trąby dla anioła o imieniu Serafili. Byt ten od samego początku świata trzyma w bezruchu trąbę u swych ust, wyczekując sygnału. Ma on obwieścić światu koniec głosem trąby tak potężnym, że zdolnym pokruszyć góry w proch i strącić gwiazdy z niebios. Następnym dziełem Allaha miał być ogród rozkoszy, miejsce odpoczynku dusz sprawiedliwych. Potem zaistniał dzięki Demiurgowi ogień, a w końcu anioły.

## Mekka, ziemie i morza
W dawnych czasach, jeszcze przed stworzeniem ziemi i nieba, Stwórca wywołał nieznacznej siły wiatr. Poruszył nim wody. W miejscu, gdzie obecnie znajduje się Al-Kaba, powstała fala okrągła, kopulasta w kształcie. Demiurg rozścielił ziemię pod kopułą. Ziemia nie stała twardo, lecz kołysała się na wodzie. By zapobiec skutkom tego ruchu, Bóg stworzył góry, mające unieruchomić glob. Jako pierwsza powstała Abu Kubajs. Znajduje się ona niedaleko Mekki. Wobec tego to święte miasto islamu powstało 40 000 lat wcześniej od reszty ziemi. Co więcej, jako Matka Miast ma ona fundamenty aż do siódmej ziemi.
Natomiast w rzucie niebiańskiego prototypu powstała w Mekce świątynia ziemska, jako jedna z 15 świątyń leżących jedna nad drugą jak namiot rozłożony nad innym namiotem, spośród których 7 leży w niebach. Świątyni w Mekce przypisuje się numer 5, natomiast najwyższa ze świątyń leży u stóp bożych. Mnogość świątyń nie zmienia tego, że fundamenty świątyni sięgają aż do siódmej ziemi.
Niektóre wersje mitu mówią bowiem o 7 ziemiach. Pomimo że jest ich tyle, na tle podnóżka wyglądają one jak bransoletka pozostawiona na pustyni (jednakże sam podnóżek ma się do tronu jak bransoleta do podnóżka).
7 ziem rozdzielają morza. Noszą one nazwy: Bajtas, Asam, Kajnas, Mughallib, Mu'annis, Baki. Morza te stanowią jakby zatoki otaczającego je oceanu zamieszkanego przez różne dziwaczne stworzenia. Jest ich tak dużo, że nikt prócz Stwórcy nie potrafiłby ich zliczyć. Allah przyporządkował każdemu z nich pożywienie w ciągu 4 dni.
Morza otacza świątynia.

### Anioł, byk i wieloryb
Arabską kosmologię opisuje Al-Kisa'i. W tej wersji również pojawia się motyw wiatru, któremu Bóg kazał wiać, gdy chciał powołać do istnienia ziemię. Potężne podmuchy wzburzyły wody i podniosły się wzburzone fale. Spieniła się woda, wzbijając się na dużą wysokość, ale Stwórca nakazał jej zaprzestać ruchów. Gdy się uspokoiła, Demiurg w czasie dwóch dni stworzył ziemię. Dlatego też XLI sura Koranu mówi:

Czyż nie wierzycie w Tego,
który stworzył ziemię
w ciągu dwóch dni

Stwórca następnie nakazał również i wodzie, by uspokoiła swe fale. Z zamarłych w uniesieniu fal powstały góry. Porównuje się je do kołków namiotu. Ich powstanie było konieczne, aby ziemia dała sobie radę z utrzymaniem wszelkich istnień, które będą ją zamieszkiwały. Góry te za pomocą swych arterii łączą się z otaczającymi ziemię zielonymi górami Al-Kaf.
Powstała w ten sposób praziemia. Stwórca ukształtował z niej aż 7 ziem, układając je jedna nad drugą jak namioty. Granice najdalszej z nich sięgają tronu Stwórcy, którego porównuje się do pieczęci spalającej świat, który jest „Pierwszym i Ostatnim”, jak mówi LVII sura Koranu. Na podstawie tego fragmentu księgi dowodzono, że niebo znajduje się nie tylko nad, ale i pod ziemią. Nie jest to popularny pogląd, uważa się raczej, że pod ziemiami znajdują się piekła. Ziemie zaś można porównać do schodów prowadzących do piekieł bądź przedsionków piekła.
Stworzona w ten sposób ziemia nie była solidna. Wprost przeciwnie, kołysała się. Demiurg nakazał więc niezwykłej siły aniołowi stanąć pod ziemią i wziąć ją na swe ramiona. Anioł pochwycił ziemię na wschodzie i zachodzie. Jednak nie rozwiązało to problemu: anioł nie miał na czym stanąć.
By dać aniołowi oparcie, Stworzyciel uczynił skałę z rubinu barwy zielonej, czworokątną w kształcie. Miała ona 7 000 otworów. W każdej z tych dziur leżały morza. Na tej skale anioł oparł swe stopy. Jednakże i skała musiała na czymś leżeć.
Wobec tego Demiurg stworzył monstrualnych rozmiarów byka. Zwierzę to miało 40 000 głów, ilość oczu, nosów, uszu, języków i łap równą ilości głów. Posiada ono też niezwykle wielkie rogi. Przebijają one ziemię, dochodząc aż do tronu Stworzyciela. Gdyby człowiek miał przemierzyć odległość pomiędzy dwiema łapami tego byka, musiałby iść przez 5 lat. Stwórca nadał zwierzęciu imię Rajjan. Nakazał mu stanąć pod skałą, by wziąć ją na rogi i podeprzeć swym grzbietem. Byk ten oddycha z niewielką częstotliwością: dwukrotnie na dobę. Jego wdech oznacza odpływ oceanu. Podobnie jego wydech powoduje z kolei przypływ. Jednakże również byk musiał na czymś stanąć.
Tak więc Stworzyciel dał mu za oparcie niewyobrażalnych rozmiarów wieloryba, któremu z kolei nadano imię Balhut. Gdyby całą wodę ziemi zgromadzić razem w jednym z nozdrzy tego stworzenia, wyglądałoby one jak ziarno gorczycy na niekończącej się pustyni. Balhut uwiązany został u Bożego tronu. Wiążący go łańcuch cechuje się grubością 7 nieb i ziem.
Kiedyś przyszedł do niego szatan, sławiąc jego ogrom. Zachęcał go do wstrząśnięcia ziemią. Wielorybowi spodobał się ten pomysł. Allah zapobiegł temu, stwarzając komara, który naprzykrza się Balhutowi i odwraca jego uwagę. Istnieje wersja, wedle której Rajjal i Balhut łykają spadającą z ziemi wodę. Gdy połkną już całą, świat dobiegnie końca. Jednak i wieloryb musiał na czymś leżeć.
Balhut leży na wodzie. Woda ta spoczywa zaś na powietrzu. Jeszcze pod tym powietrzem znajdują się ciemności wszystkich ziem.

## Nieba
W wersji Al-Kisy Allah wydał polecenie parze wodnej, by uniosła się wysoko. Z pary uczynił niebo w ciągu 2 dni, by podzielić je na 7 części.
Istnieje więc 7 nieb. W najwyższym z nich znajduje się tron Stworzyciela. Leży on na osi świata, którą wyznacza wspólnie z Al-Kabą.
Nieba te opisuje zwłaszcza afrykańska wersja islamu. Każdemu z nich przyporządkowany jest przynajmniej jeden prorok, a także osobna planeta. Najniższe jest niebo Księżyca, którego strzeże Adam. Powyżej księżycowego znajduje się niebo Merkurego, gdzie rządzą Jezus pod imieniem Isa oraz Jan Chrzciciel pod imieniem Jahja. Ponad nimi leży niebo wenusjańskie, którego pilnuje Józef, po arabsku Jusuf. Jeszcze wyżej rozciąga się niebo Marsa, pilnowane przez Enocha, czyli Idrisiego. Nad nim umieszczone zostało niebo Jowisza. Miejscem tym rządzi Aaron, zwany Haruni. Szóste niebo to niebo Saturna. Jego prorok to Mojżesz, czyli Musa. W końcu najwyższe z nieb to niebo słońca, gdzie żyje Abraham i gdzie stoi meczet niebiański. Każdego dnia w świątyni tej 70 000 aniołów składa modły, przy czym nie zostają oni na następny dzień, ale zostają codziennie zastępowani przez nowych zmienników.
W najniższym z nieb chodzi kogut, którego głowa sięga jednak do najwyższego z nieb. Jego poranne pianie wyznacza czas modlitwy. Pieje w sumie pięciokrotnie w ciągu doby. Odpędza swym głosem również demony.
Afrykańska wersja mitów mówi także o ogrodzie dla dusz sprawiedliwych, gdzie nie zaznają już smutku, ani cierpienia. Mają tam wypoczywać wśród strumieni, rzek mleka i miodu, drzew owocowych, kwiatów.
Siódme niebo obejmuje Wezbrane Morze, nad którym czuwa archanioł Micha'il. Nad najwyższym z nieb są jeszcze zasłony, a nad nimi bytują anioły o stopach tak wielkich, że przenikają one 7 ziem, niebios i odległość 500 lat marszu. Z najniższej z ziem sprawiają one wrażenie białych chorągwi.
Ciała niebieskie zostały stworzone już po niebach. Blask swój słońce wzięło z tronu boskiego. Księżyc natomiast dostał je z turbanu Demiurga. Każde z tych ciał otrzymało swój rydwan od Stwórcy. Stworzył on również i gwiazdy, niezliczoną ich mnogość, z których nie sposób znaleźć dwóch takich samych. Są one zawieszone jak lampy bądź osadzone jak drogocenne kamienie w biżuterii.

## Anioły

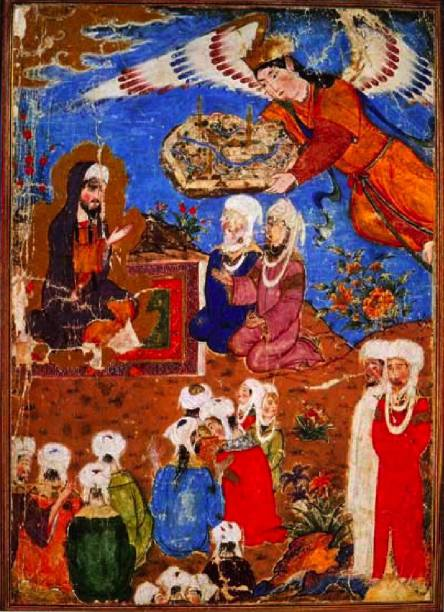
Anioł w otoczeniu Mahometa

Wedle afrykańskiej wersji mitu anioły powstały już po stworzeniu Tablicy, raju i ognia. Wedle Al-Kisy góry, morza i ziemia istniały na świecie wcześniej, gdy nie było jeszcze aniołów. Pojawiły się one dopiero w przedostatnim dniu stworzenia, razem z uformowaniem z pary wodnej nieb. Są one zbudowane ze światła. Mają tak czyste serca i jasne umysły, że nie są zdolne pomyśleć nawet o grzechu. Celem ich istnienia ma być służba Bogu i wielbienie Go. Najważniejsze z nich tytułują się archaniołami, wśród których wymienić można Dżiburili i Miaili. Istnieją też aniołowie o tysiącu twarzy, a także anioł zrobiony jednocześnie z lodu i ognia.